# Castell de Rocamur
El castell de Rocamur és un castell del municipi de Sant Llorenç Savall (Vallès Occidental) declarat bé cultural d'interès nacional. Queden escasses restes de murs sota el singular penyal de Rocamur, vers el Dalmau.

## Història
Aquest castell, segons A. Pladevall, devia ser possiblement l'antic castell d'Eisan o Acan. Les primeres referències són del segle xii. Romania sota la jurisdicció dels comtes de Barcelona i els senyors del castell de Pera eren feudataris d'aquest. El 1157 Arbert de Sa Pera prestà fidelitat al comte Ramon Berenguer IV sobre el castell de Rocamur. Arbert de Sa Pere va deixar el castell de Rocamur, i altres possessions, a Guillem de Terrassa en testament, l'any 1162. No es té més notícies d'aquest castell; sembla que s'incorporà al terme del castell de Pera.